# 아리마촌 (가나가와현)
아리마촌(일본어: 有馬村)은 일본 가나가와현 고자군에 존재했던 촌이다.  1955년 7월 20일에 에비나정과 합병했다. 현재의 에비나시 남부에 해당한다.

## 역사
- 1889년 4월 1일 - 정촌제 시행에 의해 고자군 아리마촌이 성립하였다.
- 1955년 7월 20일 - 에비나정과 합병해, (신) 에비나정이 되었다.

## 참고 문헌
- 角川日本地名大辞典編纂委員会,『角川日本地名大辞典 神奈川県』1984, 角川書店